# Francisco Guillén Robles
Francisco Guillén Robles (Málaga, 8 de octubre de 1846-Granada, 23 de marzo de 1926) fue un abogado, escritor e historiador español.

## Biografía
Nació el 8 de octubre de 1846 en Málaga. Procedente de una familia acomodada, cursó estudios de Derecho y Filosofía y Letras en la Universidad de Granada y en la Universidad Central de Madrid a partir de 1868. Desde 1870 se dedicó a la abogacía al mismo tiempo que ampliaba sus investigaciones de historia, y en 1873 comenzó a publicar Historia de Málaga y su provincia, que le valdría el ingreso en la Real Academia de la Historia y su nombramiento algo más tarde como cronista honorífico la ciudad de Málaga.
Su trabajo como arabista comenzó a ser conocido con la publicación de Málaga musulmana en 1880 y por su participación en el V Congreso Internacional de Orientalistas celebrado en Berlín un año más tarde. En 1883 se instaló en Madrid para trabajar en la Biblioteca Nacional, donde prepararía su obra Leyendas moriscas. Padre del escritor Juan Guillén Sotelo, falleció el 23 de marzo de 1926 en Granada.